# مارسيل آدامز
مارسيل آدامز هو شخصية أعمال كندي، ولد في 2 أغسطس 1920.